# Camptocladius tritoma
Camptocladius tritoma är en tvåvingeart som först beskrevs av Jean-Jacques Kieffer 1921.  Camptocladius tritoma ingår i släktet Camptocladius och familjen fjädermyggor.
Artens utbredningsområde är Polen. Inga underarter finns listade i Catalogue of Life.